# Parafia św. Wacława w Żytomierzu
Parafia św. Wacława w Żytomierzu – rzymskokatolicka parafia znajdująca się w żytomierskiej dzielnicy Krosznia, w diecezji kijowsko-żytomierskiej, w dekanacie Żytomierz, na Ukrainie.
Msze święte odprawiane są w językach polskim i ukraińskim. Większość część parafian stanowią Polacy i osoby o polskim pochodzeniu. Wśród wiernych są również katolicy z rodzin mieszanych i Czesi.

## Historia
Na przełomie XIX i XX w. istniały dwie wsie Krosznia Ruska zamieszkała przez Polaków oraz Krosznia Czeska, której mieszkańcy byli narodowości czeskiej. Pomimo że mieszkańcy obu miejscowości byli katolikami władze carskie nie godziły się na budowę kościoła rzymskokatolickiego. Możliwość taka pojawiła się dopiero po ukazaniu się ukazu tolerancyjnego cara Mikołaja II w 1905. W 1907 polski ziemianin Andrzej Arszniewski ofiarował działkę pod budowę świątyni, która została konsekrowana już w kolejnym roku. Kościół funkcjonował do 13 sierpnia 1948, kiedy to władze komunistyczne znacjonalizowały budynek. W kolejnych dekadach służył on różnym celom świeckim, w tym od 1960 jako masarnia. Zakłady mięsne zmieniły architekturę byłej świątyni dobudowując do niej hale produkcyjne. W latach 90. XX w. budynek popadł w ruinę.
Przywrócenie budynkowi funkcji kościoła oceniane było jako zbyt kosztowne i trudne do wykonania. Sceptycyzm wobec starań o jego odzyskanie wyraził także biskup kijowsko-żytomierski Jan Purwiński. Dziekan żytomierski ks. Ludwik Kamilewski postanowił jednak odzyskać budynek, dla czego porzucił probostwo żytomierskiej parafii katedralnej, zostając proboszczem parafii św. Wacława. Msze święte początkowo odbywały się na placu przed budynkiem. Mimo iż budynek był już w ruinie, dotychczasowi użytkownicy nie chcieli go zwrócić. W 2001 starania o zwrot zakończyły się sukcesem.
Uroczysty zwrot odbył się 21 marca 2002 w obecności urzędników administracji państwowej i wiernych. Następnie przystąpiono do remontu. Już w sierpniu 2002 w kościele rozpoczęto odprawianie mszy świętych. 28 września 2013 biskup kijowsko-żytomierski Petro Herkulan Malczuk OFM rekonsekrował świątynię.
Od 26 sierpnia 2018 r. proboszczem parafii jest ksiądz kanonik Wiktor Makowski.
Posługę duszpasterską w parafii sprawują księża diecezjalni. Pracują tam także zakonnice nazaretanki ze Zgromadzenia Sióstr Świętej Rodziny z Nazaretu.